# بيت كاستيجليون
بيت كاستيجليون (بالإنجليزية: Pete Castiglione)‏ هو لاعب كرة قاعدة أمريكي، ولد في 13 فبراير 1921 في غرينيتش في الولايات المتحدة، وتوفي في 22 أبريل 2010 في بومبانو سيتي في الولايات المتحدة.

## وصلات خارجية
- بيت كاستيجليون على موقعبيزبول رفرنس.كوم (الدوري الرئيسي) (الإنجليزية)
- بيت كاستيجليون على موقعبيزبول رفرنس.كوم (الدوري الثانوي) (الإنجليزية)
- بيت كاستيجليون على موقع مشجعي الرسوم البيانية (الإنجليزية)